# 東山勝英
東山 勝英（ひがしやま まさひで、1958年 - 2007年12月1日）は、日本の元ラグビー選手。ポジションは主にロック及びフランカー。

## 来歴
「勝英」の名の由来は「英国に勝つ」という父親の願いが込められたものである。
兵庫県立神戸高等学校、慶応義塾大学を経て、神戸製鋼へと進む。なお、以上3チーム在籍時代にはいずれも主将を経験している。
神戸製鋼の主将時代、練習をやらされているという意識が部員内に蔓延していた背景を受け、監督制を廃止し、主将である自身を中心としたチーム作りに改めたが、後に、林敏之、平尾誠二、大西一平らと続く歴代の同チームの主将時代にもその流れが継承されたことから、後の神戸製鋼の黄金時代の土台を築いた人物として知られる。
現役引退後は、神戸製鋼ラグビー部のアドバイザーやラグビー中継の解説などを務めた。
2007年12月1日、心臓疾患のため死去。49歳没。

### 神戸高校時代
1974年4月、県内有数の進学校である兵庫県立神戸高等学校に入学。同時に、前年に全国大会出場を果たしていたラグビー部に入部。花園出場を目指す。
1年の時にはリザーブであったが、県大会の決勝で奥克彦（後に外交官としてイラクで銃弾に倒れる）を主力とする兵庫県立伊丹高等学校と対戦し、後半ロスタイムに逆転のトライを許し惜しくも花園連続出場を逃す。
2年生時からはレギュラー（NO8）としてフル出場、3年生時には主将としてチームを率い、いずれも県大会決勝で、萩本光威（後に、同志社～神戸製鋼～全日本代表選手・監督）を主力とする報徳学園に敗れ、花園出場の夢は果たせなかった。
堅実なプレースタイルはチーム員に安心感を与え、持ち前のキャプテンシーでチームを纏め統率した。
ラグビーにかける情熱は篤く、2年生の俳句の授業で「秋空に吸い込まれゆく楕円球」という名句を残した逸話もある。

### 慶應義塾大学時代
慶応義塾大学時代には、1980年に主将として関東大学ラグビー対抗戦でチームを優勝に導く。同年11月23日、秩父宮ラグビー場で行われた早稲田大学との激闘は、大学ラグビー史に残る隠れた名勝負と讃えられている。